# NGC 6823
NGC 6823 is een open sterrenhoop in het sterrenbeeld Vosje. De sterrenhoop ligt nabij de emissienevel NGC 6820. Het hemelobject werd op 17 juli 1785 ontdekt door de Duits-Britse astronoom William Herschel.

## Synoniemen
- OCL 124
- LBN 135